# 過程函數
熱力學中的過程函數（英語：process function）是指描述系統狀態變化過程的物理量，也稱為過程量或路徑函數。像功、熱等都是過程函數，敘述熱力學系統在各平衡狀態之間的變換。
過程函數和從一個狀態到另一個狀態之間經歷的路徑有關。不同的路徑會有不同的值，像是功、熱量和弧长都是。過程函數和狀態函數（State function）不同，後者是點函數。在特定狀態下，特定的狀態函數只會有一個值。
過程函數X的無窮小變化常會用δX表示，和狀態函數Y的無窮小變化（寫成dY）區分。dY量是全微分，而δX不是，是和路徑有關的非全微分。過程函數的無窮小變化可以積分，但二個狀態之間的積分會依其走的路徑而定，而狀態函數無窮小變化的積分就是這二點數值的差，和路徑無關。
一般來說，過程函數X可能是完整約束，也可能是不完整約束。對於完整的過程函數，可以定義輔助狀態函數（或積分因子）λ 使得Y = λX是狀態函數。針對不完整的過程函數，就無法定義上述的函數。換句話說，完整的過程函數，可以定義λ使得dY = λδX是全微分。例如，熱力學的功是完整過程函數，因為積分因子λ = 1/p（其中p是壓力）可以得到體積狀態函數的全微分dV = δW/p。康斯坦丁·卡拉西奥多里所述的热力学第二定律提到熱是完整過程函數，因為積分因子λ = 1/T（其中T是溫度）可以得到熵狀態函數的全微分dS = δQ/T。